# Mao Yi
Mao Yi (Ruijin; 16 de septiembre de 1999) es una gimnasta artística china, medallista de bronce olímpica en 2016 y subcampeona del mundo en 2015 en el concurso por equipos.

## Carrera deportiva
En el Mundial celebrado en Glasgow en 2015 ayuda a su equipo a conseguir la segunda posición (plata), solo por detrás de las estadounidenses. Las otras seis componentes del equipo chino eran: Chen Siyi, Fan Yilin, Shang Chunsong, Tan Jiaxin, Wang Yan y Zhu Xiaofang.
En 2016 viaja a Río de Janeiro para participar en las Olimpiadas donde ayuda a su equipo a ganar la medalla de bronce, quedando tras las estadounidenses (oro) y las rusas (plata). Sus cuatro compañeras en el equipo eran: Fan Yilin, Shang Chunsong, Tan Jiaxin y Wang Yan.